# Stipeae
Stipeae Dumort., 1824 è una tribù di piante angiosperme monocotiledoni appartenente alla famiglia Poaceae (o Gramineae, nom. cons.).
.

## Etimologia
Il nome scientifico della tribù deriva dal suo genere più importante Stipa L., 1753 la cui etimologia deriva da una parola greca il cui significato è "stoppa, lino, fibra, cordame" in riferimento alle infiorescenze piumose o plumose di alcune specie di questo genere.
Il nome è stato definito dal botanico, naturalista e politico belga Barthélemy Charles Joseph Dumortier (Tournai, 3 aprile 1797 – 9 giugno 1878) nella pubblicazione "Observations sur les Graminees de la Flore Belgique" (Observ. Gramin. Belg. 83. 1824) del 1824.

## Descrizione

### Portamento
Il portamento delle specie di questo gruppo è perenne (annuale in Stipellula), cespitoso con culmi eretti (a volte robusti) o ascendenti e con brevi rizomi. Alcune specie hanno un portamento a cuscino; altre hanno le basi nodose con culmi che si diramano dai nodi superiori. I culmi sono cavi a sezione più o meno rotonda. In queste piante non sono presenti i micropeli. Altezza massima 2,5 metri.

### Foglie

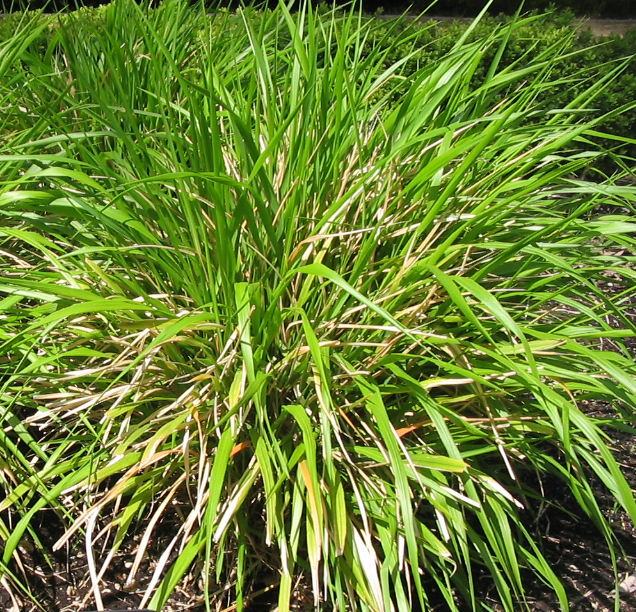
Le foglie
Piptatherum paradoxum

Le foglie lungo il culmo sono disposte in modo alterno, sono distiche e si originano dai vari nodi. Sono composte da una guaina, una ligula e una lamina. Le venature sono parallelinervie. Non sono presenti i pseudopiccioli e, nell'epidermide delle foglia, le papille.
- Guaina: la guaina persistente, è abbracciante il fusto ed è priva di auricole; la consistenza è fibrosa.
- Ligula: la ligula è membranosa e a volte è cigliata.
- Lamina: la lamina ha delle forme sottili, generalmente lineari (da filiformi a setacee), piatte o convolute; a volte è rigida. Le superfici abassiali sono lisce o scabre, quelle adassiali sono prominentemente innervate.

### Infiorescenza

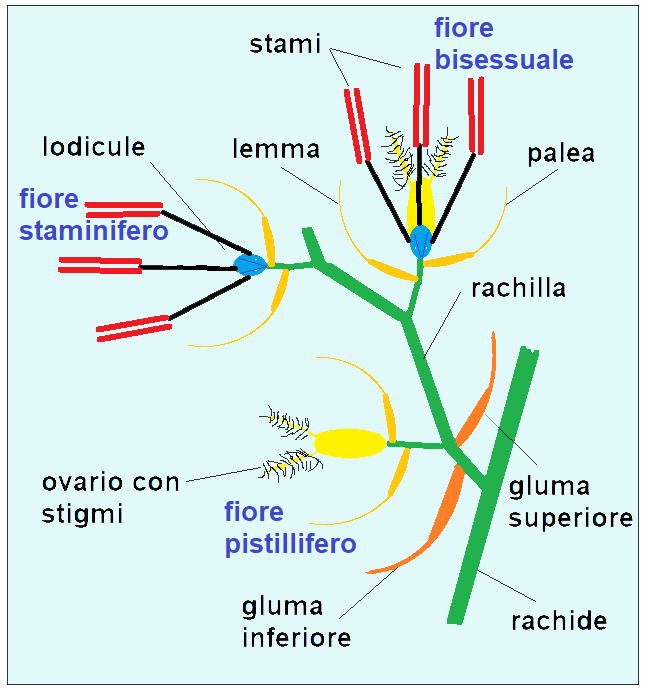
Spighetta generica con tre fiori diversi

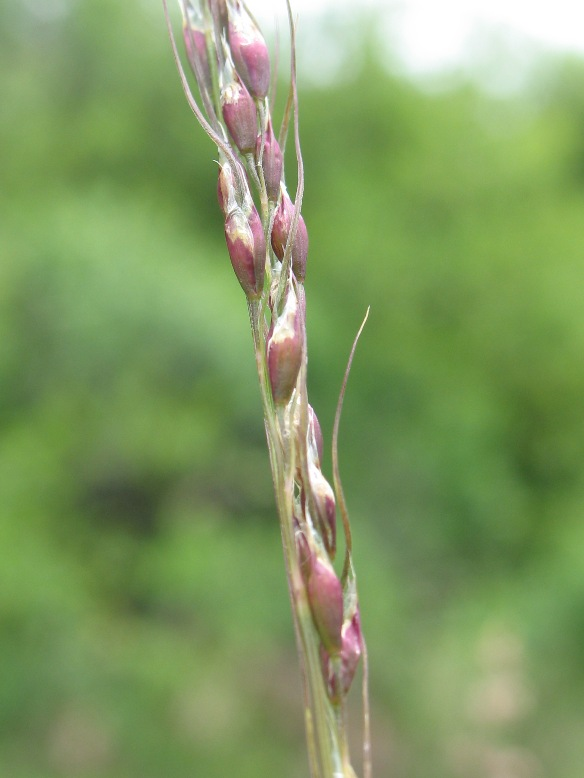
Infiorescenza
Piptochaetium avenaceum

- Infiorescenza principale (sinfiorescenza o semplicemente spiga): le infiorescenze, ascellari e terminali, in genere sono ramificate e sono formate da alcune spighette (2 - 4) ed hanno la forma di una pannocchia contratta. La fillotassi dell'inflorescenza inizialmente è a due livelli, anche se le successive ramificazioni la fa apparire a spirale.
- Infiorescenza secondaria (o spighetta): le spighette, compresse lateralmente e affusolate, sottese da due brattee distiche e strettamente sovrapposte chiamate glume (inferiore e superiore), sono formate da uno (o raramente più fiori). Possono essere presenti dei fiori sterili; in questo caso sono in posizione distale rispetto a quelli fertili. Alla base di ogni fiore sono presenti due brattee: la palea e il lemma. La disarticolazione avviene con la rottura della rachilla tra i fiori o sopra i glumi persistenti. In Amelichloa le spighette possono essere cleistogamiche. In genere la rachilla non si estende dopo il fiore più esterno.

- Glume: le glume, con forme da ovate a lanceolate, sono lunghe più o meno come il fiore; gli apici sono acuti e mucronati oppure ottusi. La consistenza può essere cartacea o anche indurita. Quella inferiore è mono-venata; quella superiore ha tre venature. In altre specie le venature arrivano fino a 10. Le glume possono essere persistenti.
- Plaea: la palea è un profillo ed è cigliata. Si estende leggermente oltre il lemma. Può avere fino a 7 venature.
- Lemma: il lemma, con forme lanceolate o ellittiche, ha una consistenza membranosa, cartacea o coriacea e termina con due (o nessuno) lobi con un seno intermedio; a volte è genicolato; è densamente pubescente. Il lemma in genere avvolge e spesso nasconde la palea.

### Fiori

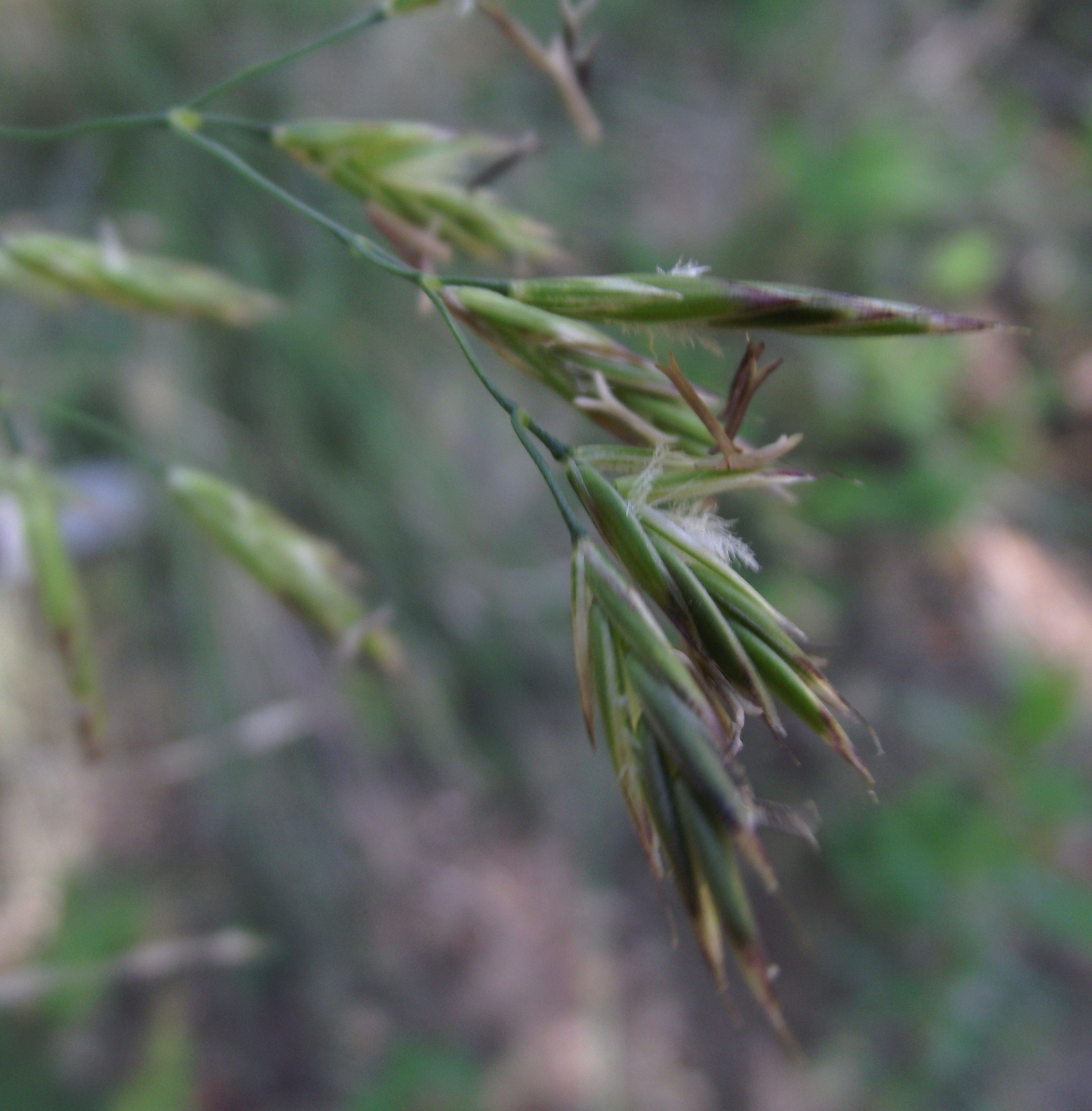
I fiori
Achnatherum lemmonii

I fiori fertili sono attinomorfi formati da 3 verticilli: perianzio ridotto, androceo  e gineceo.
- Formula fiorale:[4]

- , P 2, A (1-)3(-6), G (2–3) supero, cariosside.

- Il perianzio è ridotto e formato da due (in alcuni generi le lodicule sono tre) lodicule, delle squame traslucide, poco visibili (forse relitto di un verticillo di 3 sepali). Le lodicule sono membranose e non vascolarizzate

- L'androceo è composto da 3 stami ognuno con un breve filamento libero, una antera sagittata e due teche. Le antere sono basifisse con deiscenza laterale. Il polline è monoporato.

- Il gineceo è composto da 3-(2) carpelli connati formanti un ovario supero. L'ovario, glabro, ha un solo loculo con un solo ovulo subapicale (o quasi basale). L'ovulo è anfitropo e semianatropo e tenuinucellato o crassinucellato. Lo stilo, breve, è unico con due o tre stigmi papillosi e distinti (in alcuni casi gli stigmi sono 3 - 4).

### Frutti
I frutti sono del tipo cariosside, ossia sono dei piccoli chicchi indeiscenti, con forme ovoidali, nei quali il pericarpo è formato da una sottile parete che circonda il singolo seme. In particolare il pericarpo è fuso al seme ed è aderente. L'endocarpo non è indurito e l'ilo è lungo e lineare. L'embrione è piccolo e provvisto di epiblasto ha un solo cotiledone altamente modificato (scutello senza fessura) in posizione laterale. I margini embrionali della foglia non si sovrappongono.

## Biologia
Come gran parte delle Poaceae, le specie di questo genere si riproducono per impollinazione anemogama. Gli stigmi più o meno piumosi sono una caratteristica importante per catturare meglio il polline aereo. 
La dispersione dei semi avviene inizialmente a opera del vento (dispersione anemocora) e una volta giunti a terra grazie all'azione di insetti come le formiche (mirmecoria).

## Tassonomia
La famiglia delle Poacee comprende circa 800 generi e oltre 9.000 specie. È una delle famiglie più numerose e più importanti del gruppo delle monocotiledoni. La famiglia è suddivisa in 12 sottofamiglie, questa tribù fa parte della sottofamiglia Pooideae.

### Generi
La tribù comprende i seguenti generi:
- Achnatherum P.Beauv.
- Aciachne Benth.
- Amelichloa Arriaga & Barkworth
- Anemanthele Veldkamp
- Austrostipa S.W.L.Jacobs & J.Everett
- Barkworthia Romasch., P.M.Peterson & Soreng
- Celtica F.M.Vázquez & Barkworth
- Eriocoma Nutt.
- Hesperostipa (Elias) Barkworth
- Jarava Ruiz & Pav.
- Lorenzochloa Reeder & C.Reeder
- Macrochloa Kunth
- Nassella (Trin.) É.Desv.
- Neotrinia (Tzvelev) M.Nobis, P.D.Gudkova & A.Nowak
- Oloptum Röser & Hamasha
- Ortachne Nees ex Steud.
- Orthoraphium Nees
- Oryzopsis Michx.
- Pappostipa (Speg.) Romasch., P.M.Peterson & Soreng
- Patis Ohwi
- Piptatheropsis Romasch., P.M.Peterson & Soreng
- Piptatherum P.Beauv.
- Piptochaetium J.Presl
- Psammochloa Hitchc.
- Pseudoeriocoma Romasch., P.M.Peterson & Soreng
- Ptilagrostiella Romasch., P.M.Peterson & Soreng
- Ptilagrostis Griseb.
- Stipa L.
- Stipellula Röser & Hamasha
- Thorneochloa Romasch., P.M.Peterson & Soreng
- Timouria Roshev.
- Trikeraia Bor

### Filogenesi
La tribù Stipeae è formata provvisoriamente da 7 cladi (o provvisoriamente sottotribù) e un genere isolato (Macrochloa), ed fa parte della supertribù Stipodae L. Liu, 1980. La supertribù Stipodae è il quarto nodo della sottofamiglia Pooideae ad essersi evoluto (gli altri tre sono la tribù Brachyelytreae, e le supertribù Nardodae e Melicodae).
Carattere principale per questa tribù sono i lemmi pubescenti, i cui tricomi possono essere disposti in linee o distribuiti in modo uniforme. Una possibile sinapomorfia potrebbe essere la spighetta a fiore unico e la mancanza di un'estensione della rachilla. Dal punto di vista filogenetico il genere Macrochloa Kunth, 1829 è "basale" e quindi è "gruppo fratello" a tutto il resto della tribù ed è caratterizzato da lunghi profilli vegetativi velenosi. Il resto del gruppo può essere diviso in quattro supercladi principali (a sua volta suddiviso in subcladi):
- superclade 1 ("Clade I Eurasiatico" e "Clade I Nuovo Mondo"): comprende i cladi relativi al Vecchio e Nuovo Mondo;
- superclade 2 ("Clade II"): include solamente il genere Patis;
- superclade 3 ("Clade III"): comprende il genere Piptatherum limitato a includere solo le specie del Vecchio Mondo e la specie "Achnatherum" stillmanii;
- superclade 4 (Clade IV A, Clade IV B e Clade IV C): questo clade è relativo alle "erbe aromatiche" (achnatheroid grasses) e include il "Major American Clade" (MAC); quest'ultimo clade si distingue per la morfologia epidermica dei lemmi, formati da cellule isodiametriche o più larghe che lunghe (una sinapomorfia per questo gruppo).

Caratteristiche principali dei subcladi:
- Clade I Eurasiatico. Questo clade insieme al clade del Nuovo Mondo, forma un "gruppo fratello".[11] All'interno del clade si individuano due sottocladi: il subclade "Stipa s.str." fortemente supportato e un secondo subclade (più debolmente supportato) che include diversi generi monotipici. Il clade è caratterizzato da lemmi generalmente ben sviluppati con cellule dell'epidermide con pareti sinuose (condizione plesiomorfica).
- Clade I Nuovo Mondo. Diversi studi di tipo filogenetico confermano la validità di questo clade (sebbene sia debolmente supportato[12]), mentre il carattere principale di questo gruppo (i lemmi induriti) può essere sinapomorfico, sebbene il carattere scompaia in Anatherostipa e Ortachne. In questo clade i lemmi sono indeterminati (una possibile sinapomorfia per questo clade).
- Clade II. L'unico genere di questo clade è stato recentemente (2011) reinserito nella tribù Stipeae trasferendo alcune specie dai generi Oryzopsis o Piptatherum. La monofilia del genere è abbastanza supportata e potenzialmente Patis potrebbe formare, secondo alcune indicazioni derivate da studi molecolari, con il genere Piptatherum un "gruppo fratello".[11]
- Clade III. Il genere Piptatherum è polifiletico (è monofiletico senza le sezioni Miliacea e Virescentia).  Il genere monotipo dal nome provvisorio "Stillmania" (ossia la specie Achnatherum stillmanii) forma con il genere Piptatherum un "gruppo fratello". Il genere Piptatherum ha la seguente sinapomorfia: le spighette sono compresse dorsoventralmente.
- Clade IV A. Questo clade rappresenta il "core" del gruppo individuato dal seguente carattere: le glume sono più lunghe del fiore corrispondente. Il genere Achnatherum è polifiletico. In altre ricerche in questo clade è compreso anche il gruppo "Melicea" comprendente le specie Piptatherum miliaceum e P. thomasii nella posizione di "gruppo fratello" delle specie del genere Achnatherum.[11]
- Clade IV B. Il genere Timouria (unico genere del clade) è stato recentemente (2011) reinserito nella tribù Stipeae trasferendo alcune specie da altri generi.[11]
- Clade IV C. Questo clade è denominato "Major American Clade" (MAC) ed è relativo a piante distribuite nel Nuovo Mondo. Questo clade è fortemente supportato dalle analisi delle sequenze del DNA dei cloroplastidi ma non dal DNA ribosomiale. Le relazioni all'interno del clade non sono chiare come non lo sono le delimitazioni dei gruppi al suo interno. Recenti ricerche hanno individuato, in questo gruppo, due cladi principali: (1) il "Gruppo Eriocoma" e (2) un secondo clade comprendente il "Gruppo Pseudoeriocoma"  e rappresentanti di Jarava, Nassella e Amelichloa.[13]

Il cladogramma tratto dallo studio citato e semplificato mostra l'attuale conoscenza filogenetica del gruppo botanico di questa voce:
|  | Clade I Eurasiatico |
|  |                     |
|  | Clade I Nuovo Mondo |
|  |                     |

|  | Clade IV A                                                                          |
|  |                                                                                     |
|  | \| \| Timouria (Clade IV B) \| \| \| \| \| \| Gruppo "MAC" (Clade IV C) \| \| \| \| |
|  |                                                                                     |
|  | Timouria (Clade IV B)                                                               |
|  |                                                                                     |
|  | Gruppo "MAC" (Clade IV C)                                                           |
|  |                                                                                     |

|  | Timouria (Clade IV B)     |
|  |                           |
|  | Gruppo "MAC" (Clade IV C) |
|  |                           |

|  | Clade IV A                                                                          |
|  |                                                                                     |
|  | \| \| Timouria (Clade IV B) \| \| \| \| \| \| Gruppo "MAC" (Clade IV C) \| \| \| \| |
|  |                                                                                     |
|  | Timouria (Clade IV B)                                                               |
|  |                                                                                     |
|  | Gruppo "MAC" (Clade IV C)                                                           |
|  |                                                                                     |

|  | Timouria (Clade IV B)     |
|  |                           |
|  | Gruppo "MAC" (Clade IV C) |
|  |                           |

|  | Clade IV A                                                                          |
|  |                                                                                     |
|  | \| \| Timouria (Clade IV B) \| \| \| \| \| \| Gruppo "MAC" (Clade IV C) \| \| \| \| |
|  |                                                                                     |
|  | Timouria (Clade IV B)                                                               |
|  |                                                                                     |
|  | Gruppo "MAC" (Clade IV C)                                                           |
|  |                                                                                     |

|  | Timouria (Clade IV B)     |
|  |                           |
|  | Gruppo "MAC" (Clade IV C) |
|  |                           |

|  | Clade IV A                                                                          |
|  |                                                                                     |
|  | \| \| Timouria (Clade IV B) \| \| \| \| \| \| Gruppo "MAC" (Clade IV C) \| \| \| \| |
|  |                                                                                     |
|  | Timouria (Clade IV B)                                                               |
|  |                                                                                     |
|  | Gruppo "MAC" (Clade IV C)                                                           |
|  |                                                                                     |

|  | Timouria (Clade IV B)     |
|  |                           |
|  | Gruppo "MAC" (Clade IV C) |
|  |                           |

|  | Clade I Eurasiatico |
|  |                     |
|  | Clade I Nuovo Mondo |
|  |                     |

|  | Clade IV A                                                                          |
|  |                                                                                     |
|  | \| \| Timouria (Clade IV B) \| \| \| \| \| \| Gruppo "MAC" (Clade IV C) \| \| \| \| |
|  |                                                                                     |
|  | Timouria (Clade IV B)                                                               |
|  |                                                                                     |
|  | Gruppo "MAC" (Clade IV C)                                                           |
|  |                                                                                     |

|  | Timouria (Clade IV B)     |
|  |                           |
|  | Gruppo "MAC" (Clade IV C) |
|  |                           |

|  | Clade IV A                                                                          |
|  |                                                                                     |
|  | \| \| Timouria (Clade IV B) \| \| \| \| \| \| Gruppo "MAC" (Clade IV C) \| \| \| \| |
|  |                                                                                     |
|  | Timouria (Clade IV B)                                                               |
|  |                                                                                     |
|  | Gruppo "MAC" (Clade IV C)                                                           |
|  |                                                                                     |

|  | Timouria (Clade IV B)     |
|  |                           |
|  | Gruppo "MAC" (Clade IV C) |
|  |                           |

|  | Clade IV A                                                                          |
|  |                                                                                     |
|  | \| \| Timouria (Clade IV B) \| \| \| \| \| \| Gruppo "MAC" (Clade IV C) \| \| \| \| |
|  |                                                                                     |
|  | Timouria (Clade IV B)                                                               |
|  |                                                                                     |
|  | Gruppo "MAC" (Clade IV C)                                                           |
|  |                                                                                     |

|  | Timouria (Clade IV B)     |
|  |                           |
|  | Gruppo "MAC" (Clade IV C) |
|  |                           |

|  | Clade IV A                                                                          |
|  |                                                                                     |
|  | \| \| Timouria (Clade IV B) \| \| \| \| \| \| Gruppo "MAC" (Clade IV C) \| \| \| \| |
|  |                                                                                     |
|  | Timouria (Clade IV B)                                                               |
|  |                                                                                     |
|  | Gruppo "MAC" (Clade IV C)                                                           |
|  |                                                                                     |

|  | Timouria (Clade IV B)     |
|  |                           |
|  | Gruppo "MAC" (Clade IV C) |
|  |                           |

|  | Clade I Eurasiatico |
|  |                     |
|  | Clade I Nuovo Mondo |
|  |                     |

|  | Clade IV A                                                                          |
|  |                                                                                     |
|  | \| \| Timouria (Clade IV B) \| \| \| \| \| \| Gruppo "MAC" (Clade IV C) \| \| \| \| |
|  |                                                                                     |
|  | Timouria (Clade IV B)                                                               |
|  |                                                                                     |
|  | Gruppo "MAC" (Clade IV C)                                                           |
|  |                                                                                     |

|  | Timouria (Clade IV B)     |
|  |                           |
|  | Gruppo "MAC" (Clade IV C) |
|  |                           |

|  | Clade IV A                                                                          |
|  |                                                                                     |
|  | \| \| Timouria (Clade IV B) \| \| \| \| \| \| Gruppo "MAC" (Clade IV C) \| \| \| \| |
|  |                                                                                     |
|  | Timouria (Clade IV B)                                                               |
|  |                                                                                     |
|  | Gruppo "MAC" (Clade IV C)                                                           |
|  |                                                                                     |

|  | Timouria (Clade IV B)     |
|  |                           |
|  | Gruppo "MAC" (Clade IV C) |
|  |                           |

|  | Clade IV A                                                                          |
|  |                                                                                     |
|  | \| \| Timouria (Clade IV B) \| \| \| \| \| \| Gruppo "MAC" (Clade IV C) \| \| \| \| |
|  |                                                                                     |
|  | Timouria (Clade IV B)                                                               |
|  |                                                                                     |
|  | Gruppo "MAC" (Clade IV C)                                                           |
|  |                                                                                     |

|  | Timouria (Clade IV B)     |
|  |                           |
|  | Gruppo "MAC" (Clade IV C) |
|  |                           |

|  | Clade IV A                                                                          |
|  |                                                                                     |
|  | \| \| Timouria (Clade IV B) \| \| \| \| \| \| Gruppo "MAC" (Clade IV C) \| \| \| \| |
|  |                                                                                     |
|  | Timouria (Clade IV B)                                                               |
|  |                                                                                     |
|  | Gruppo "MAC" (Clade IV C)                                                           |
|  |                                                                                     |

|  | Timouria (Clade IV B)     |
|  |                           |
|  | Gruppo "MAC" (Clade IV C) |
|  |                           |

|  | Clade I Eurasiatico |
|  |                     |
|  | Clade I Nuovo Mondo |
|  |                     |

|  | Clade IV A                                                                          |
|  |                                                                                     |
|  | \| \| Timouria (Clade IV B) \| \| \| \| \| \| Gruppo "MAC" (Clade IV C) \| \| \| \| |
|  |                                                                                     |
|  | Timouria (Clade IV B)                                                               |
|  |                                                                                     |
|  | Gruppo "MAC" (Clade IV C)                                                           |
|  |                                                                                     |

|  | Timouria (Clade IV B)     |
|  |                           |
|  | Gruppo "MAC" (Clade IV C) |
|  |                           |

|  | Clade IV A                                                                          |
|  |                                                                                     |
|  | \| \| Timouria (Clade IV B) \| \| \| \| \| \| Gruppo "MAC" (Clade IV C) \| \| \| \| |
|  |                                                                                     |
|  | Timouria (Clade IV B)                                                               |
|  |                                                                                     |
|  | Gruppo "MAC" (Clade IV C)                                                           |
|  |                                                                                     |

|  | Timouria (Clade IV B)     |
|  |                           |
|  | Gruppo "MAC" (Clade IV C) |
|  |                           |

|  | Clade IV A                                                                          |
|  |                                                                                     |
|  | \| \| Timouria (Clade IV B) \| \| \| \| \| \| Gruppo "MAC" (Clade IV C) \| \| \| \| |
|  |                                                                                     |
|  | Timouria (Clade IV B)                                                               |
|  |                                                                                     |
|  | Gruppo "MAC" (Clade IV C)                                                           |
|  |                                                                                     |

|  | Timouria (Clade IV B)     |
|  |                           |
|  | Gruppo "MAC" (Clade IV C) |
|  |                           |

|  | Clade IV A                                                                          |
|  |                                                                                     |
|  | \| \| Timouria (Clade IV B) \| \| \| \| \| \| Gruppo "MAC" (Clade IV C) \| \| \| \| |
|  |                                                                                     |
|  | Timouria (Clade IV B)                                                               |
|  |                                                                                     |
|  | Gruppo "MAC" (Clade IV C)                                                           |
|  |                                                                                     |

|  | Timouria (Clade IV B)     |
|  |                           |
|  | Gruppo "MAC" (Clade IV C) |
|  |                           |

### Specie della flora spontanea italiana
Nella flora spontanea della penisola italiana sono presenti i seguenti generi di questo gruppo:
- Stipa con 19 specie (86 in Europa).[14][15]
- Piptatherum coerulescens (Desf.) P. Beauv.[16]
- Piptatherum miliaceum (L.) Coss.
- Piptatherum virescens (Trin.) Boiss.
- Achnatherum bromoides (L.) P. Beauv. (Stipa bromoides nella Flora d'Italia)[17]
- Achnatherum calamgrostis (L.) P. Beauv.
- Nassella mucronata (Kunth) R. W. Pohl, 1990[18]
- Nassella trichotoma (Nees) Arechav., 1896

Sul territorio italiano è presente anche al specie Achnatherum caudatum (Trin.) S.W.L. Jacobs & Everett, ma è considerata "esotica naturalizzata". Anche le specie Nassella trichotoma e Nassella mucronata in Italia sono considerate piante esotiche naturalizzate.

### Alcune specie

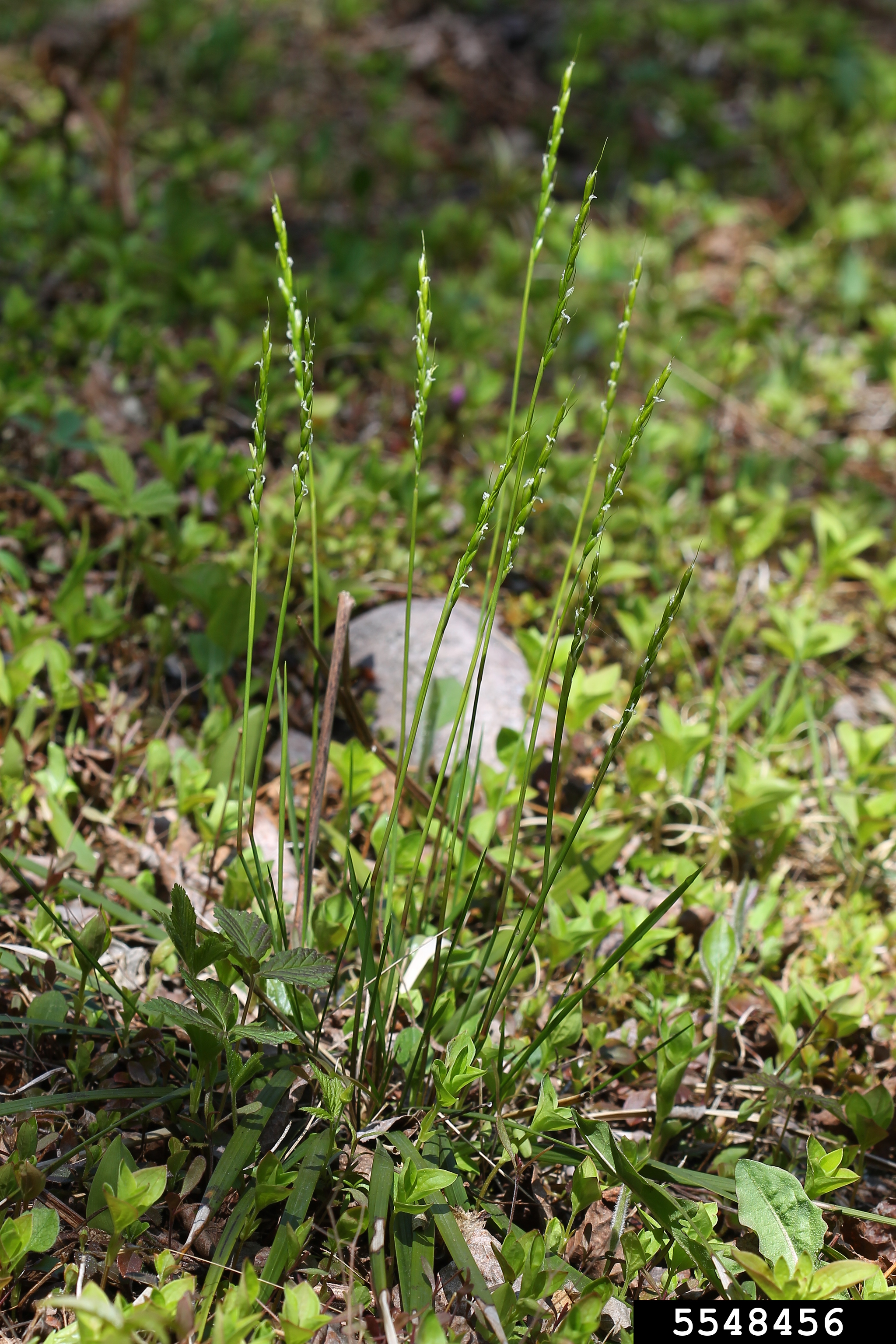
Oryzopsis asperifolia
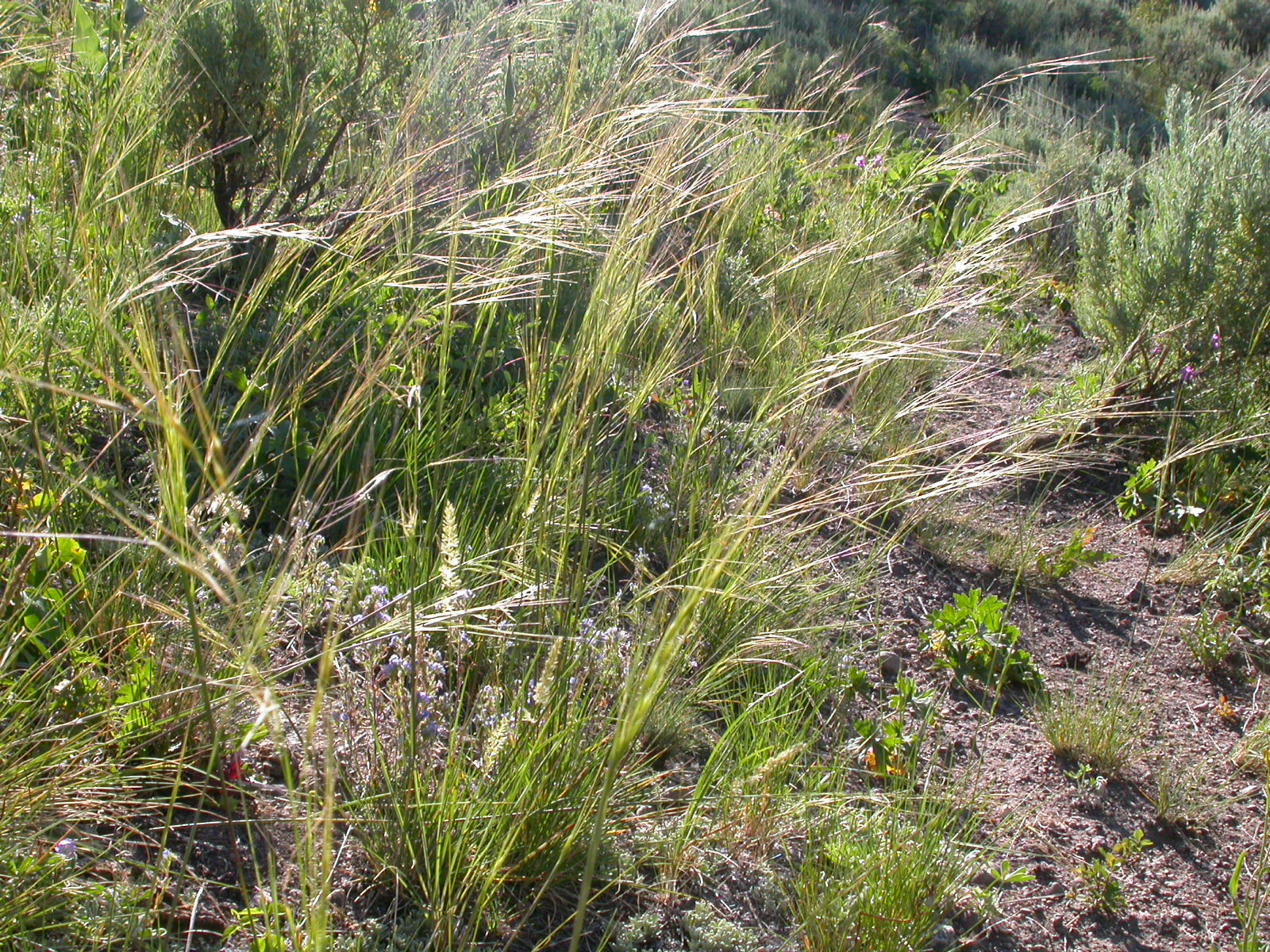
Stipa comata
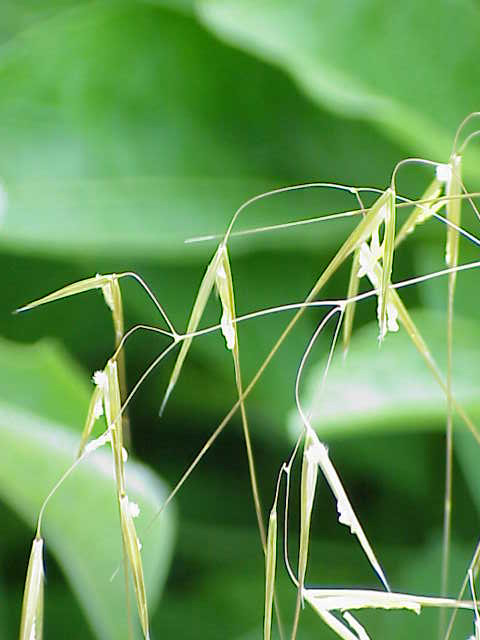
Stipa gigantea
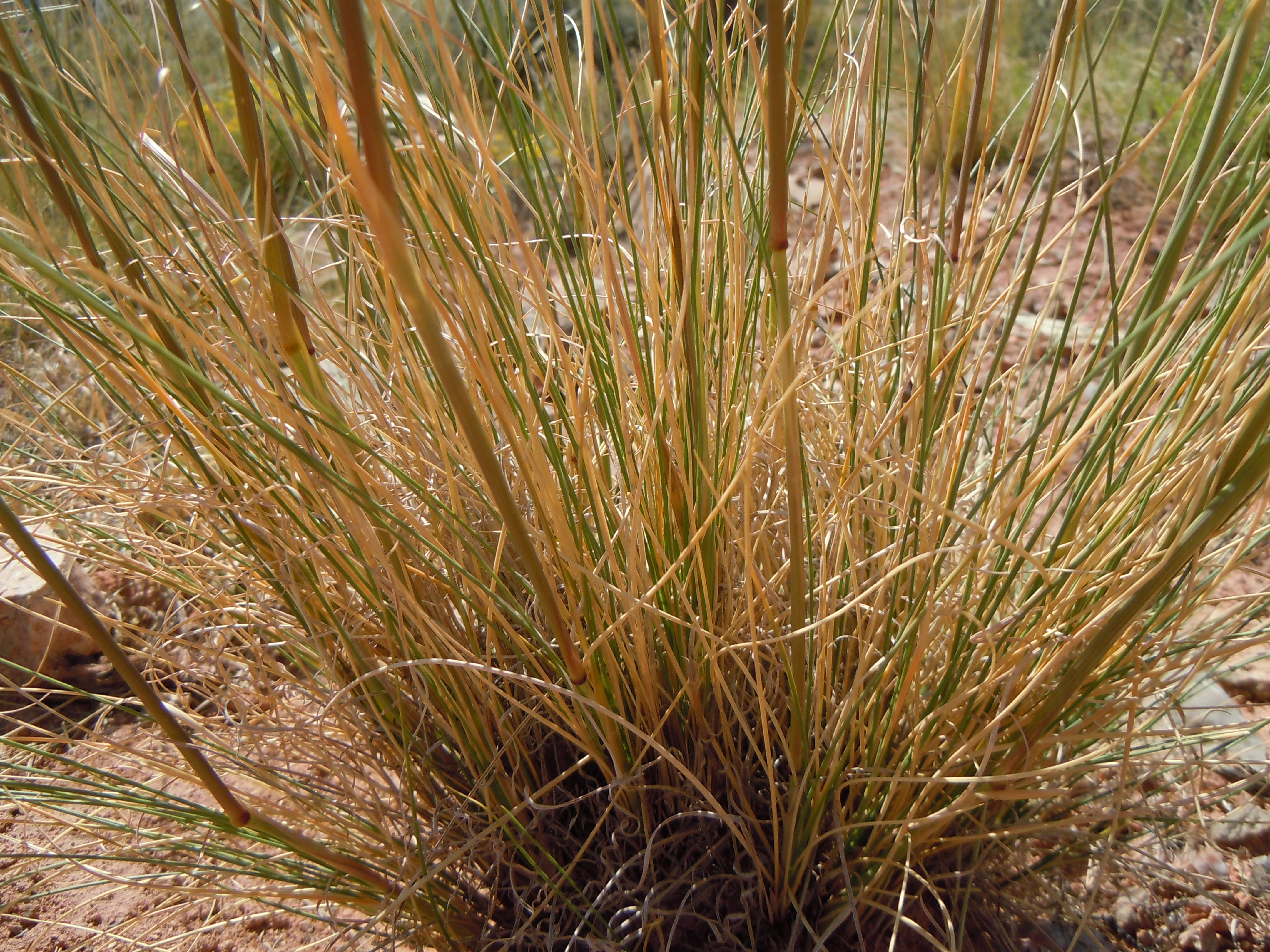
Hesperostipa neomexicana
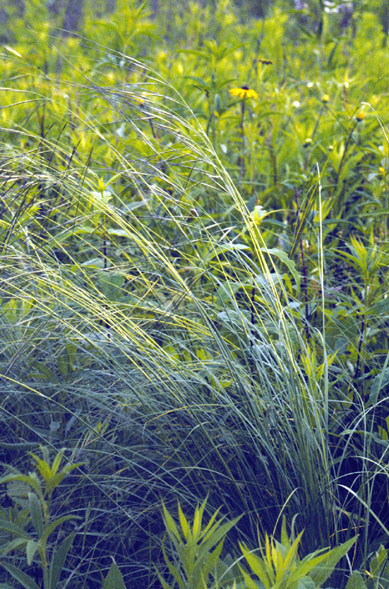
Hesperostipa spartea
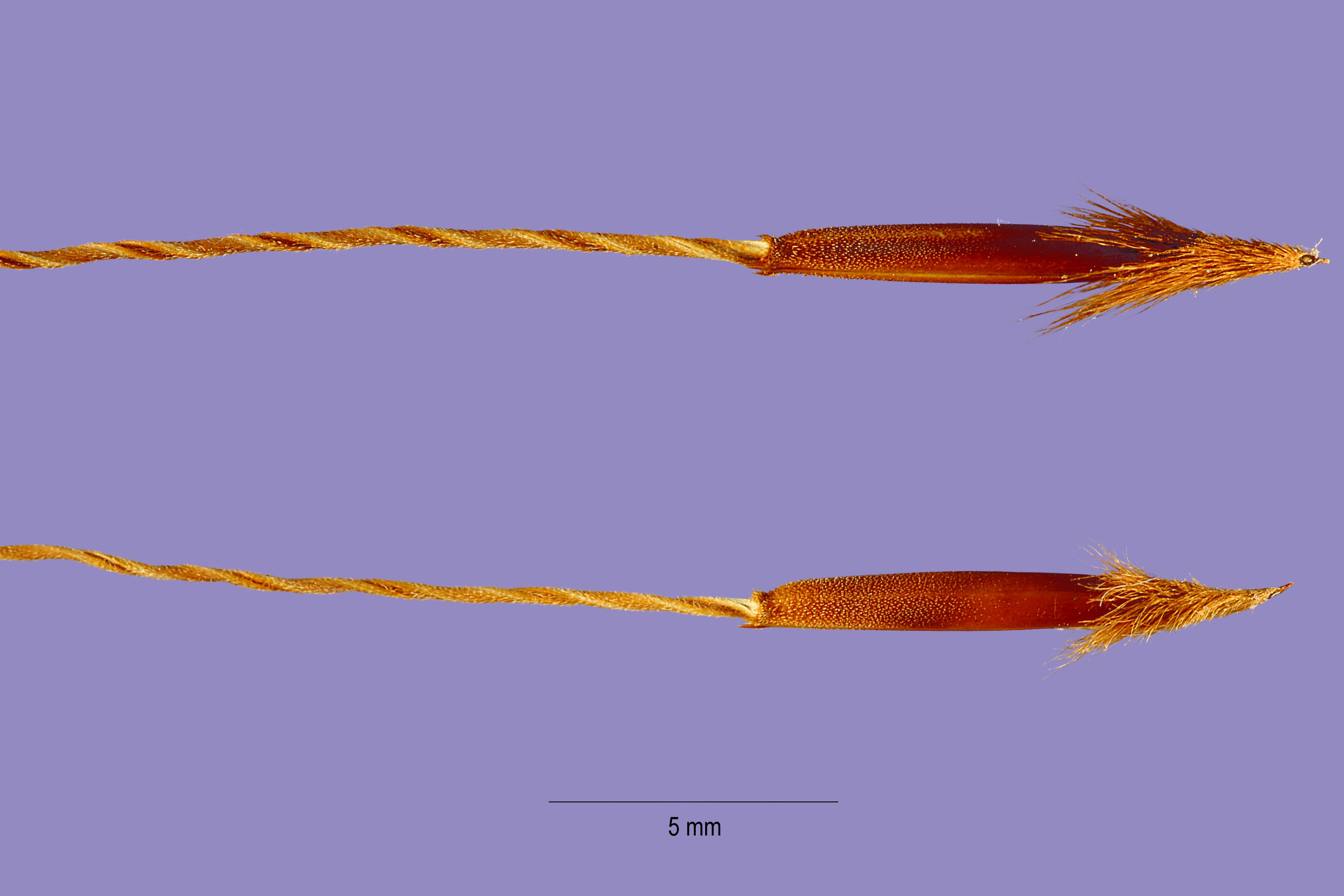
Piptochaetium avenaceum
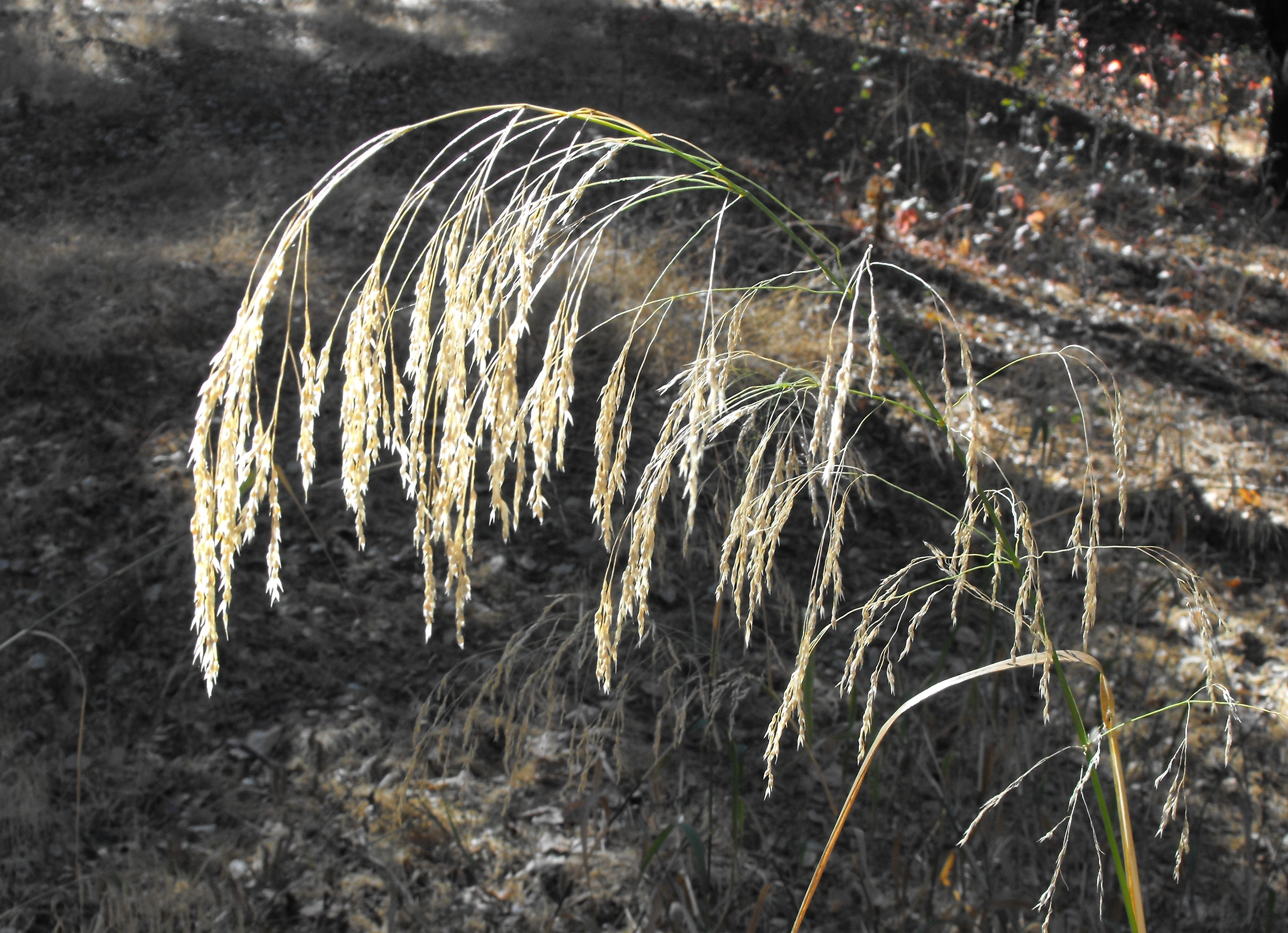
Piptatherum miliaceum
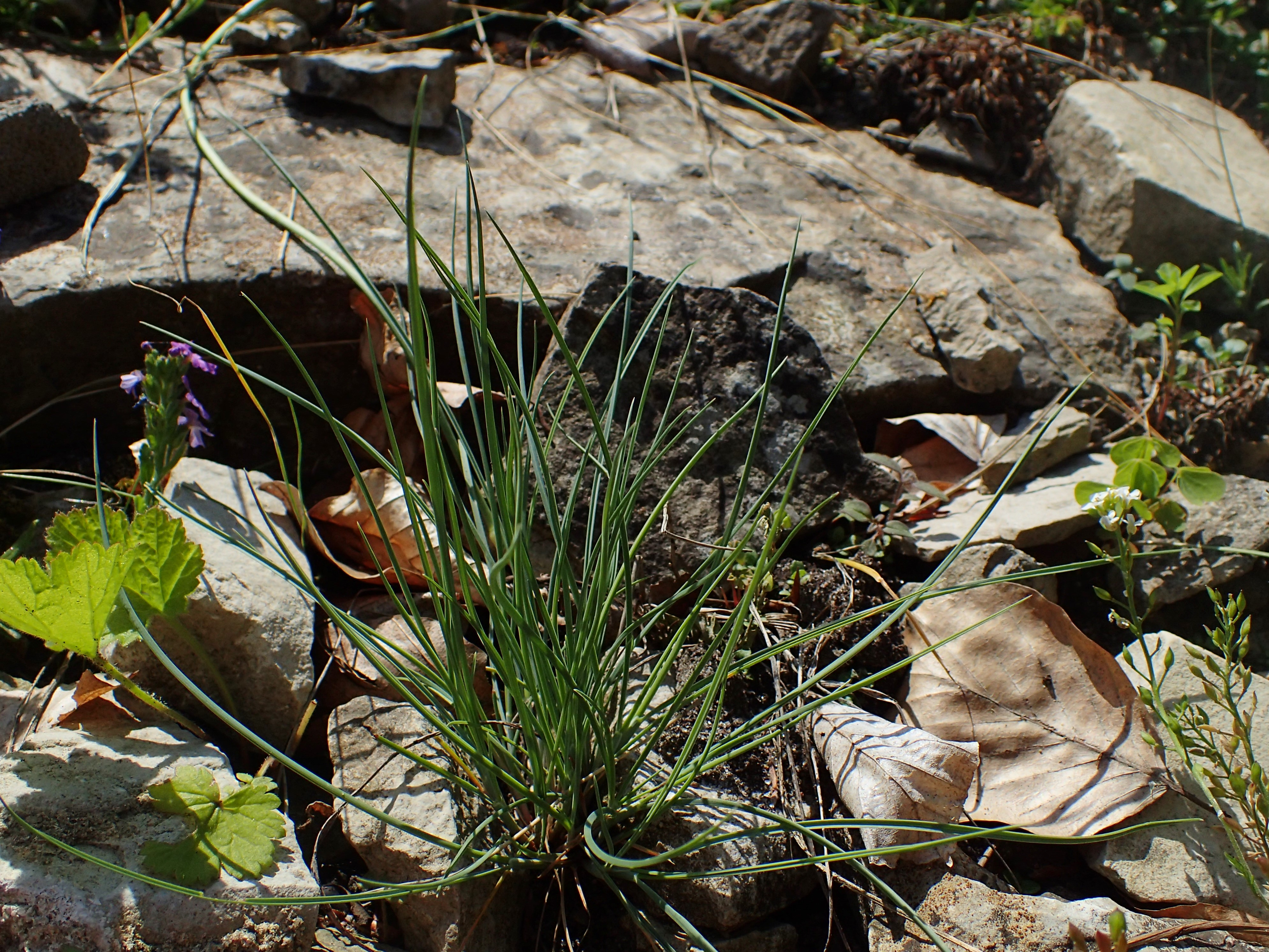
Piptatherum coerulescens
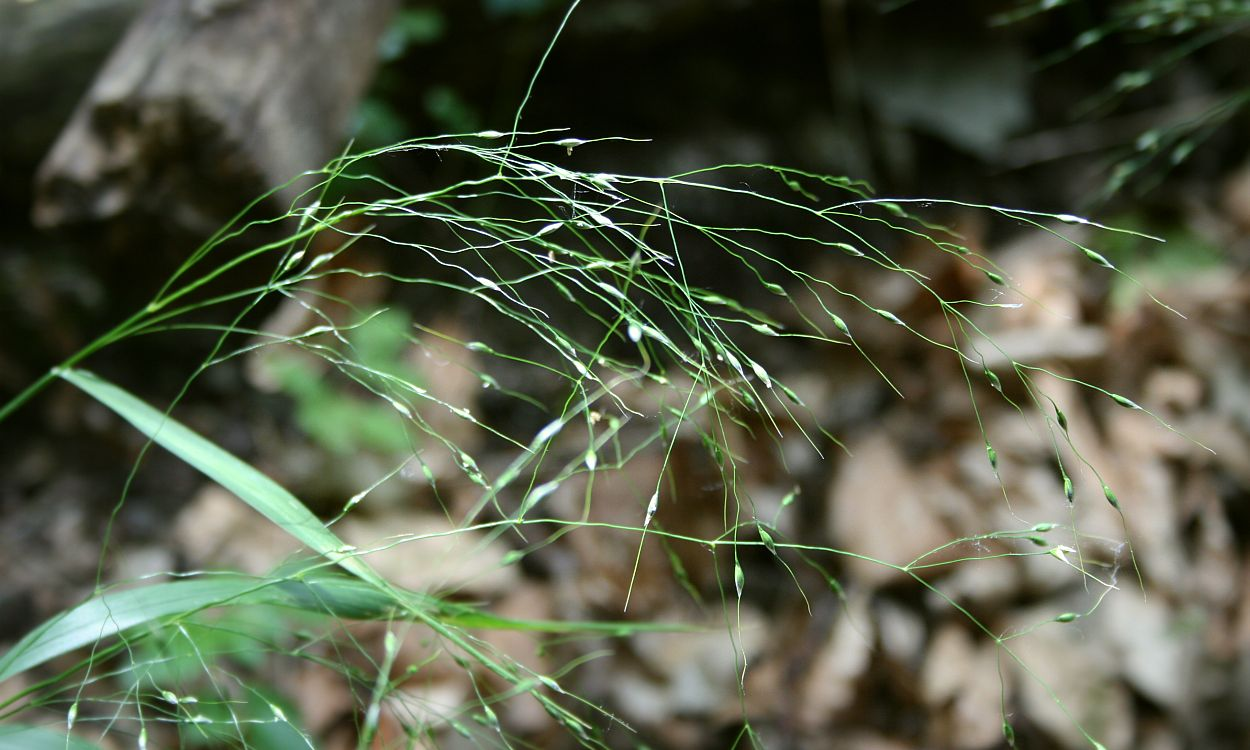
Piptatherum virescens
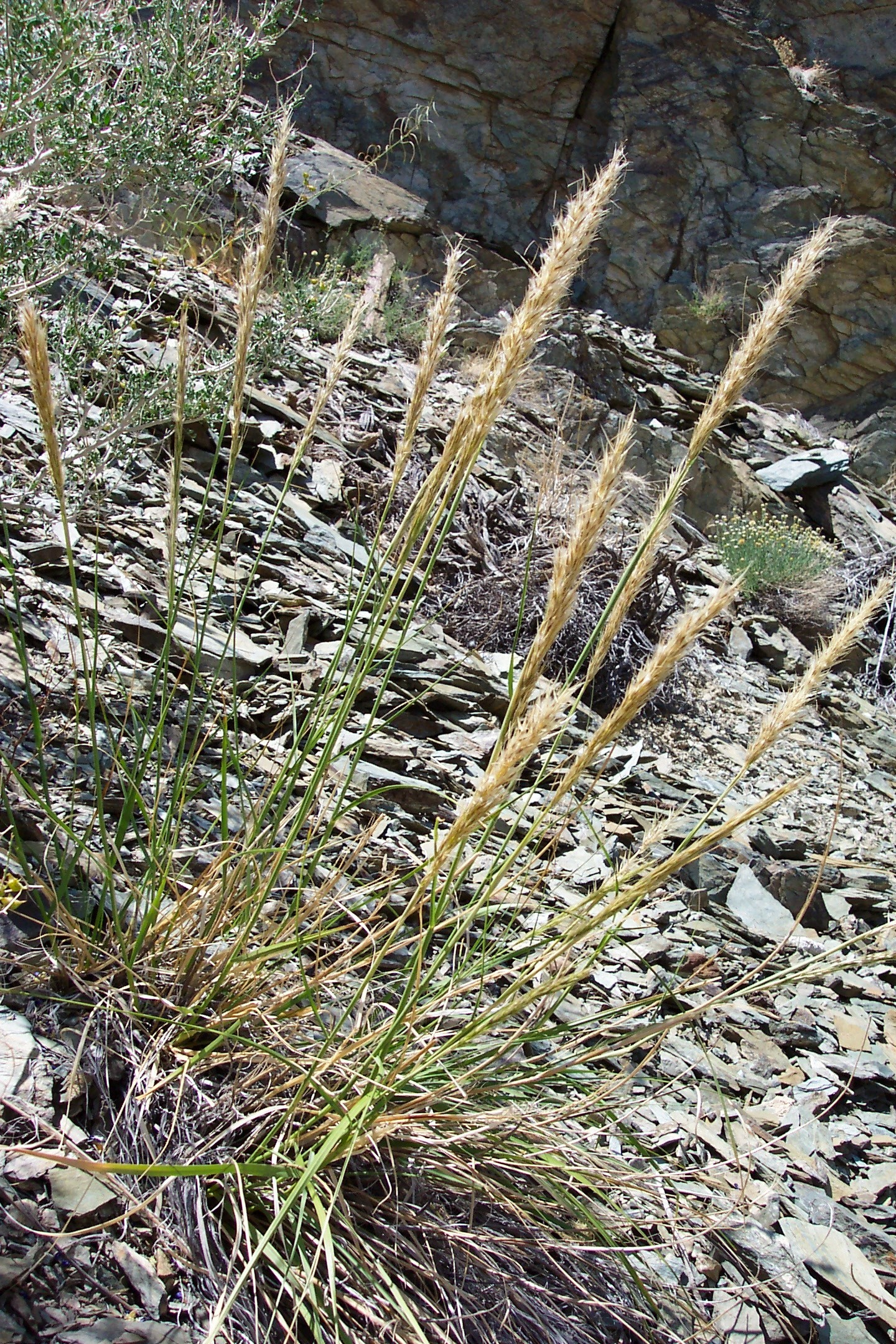
Achnatherum parishii
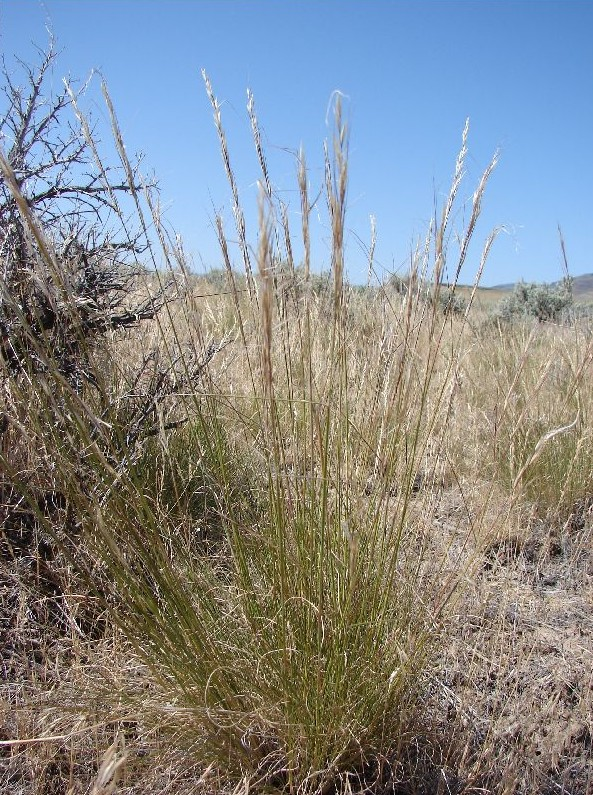
Achnatherum thurberianum
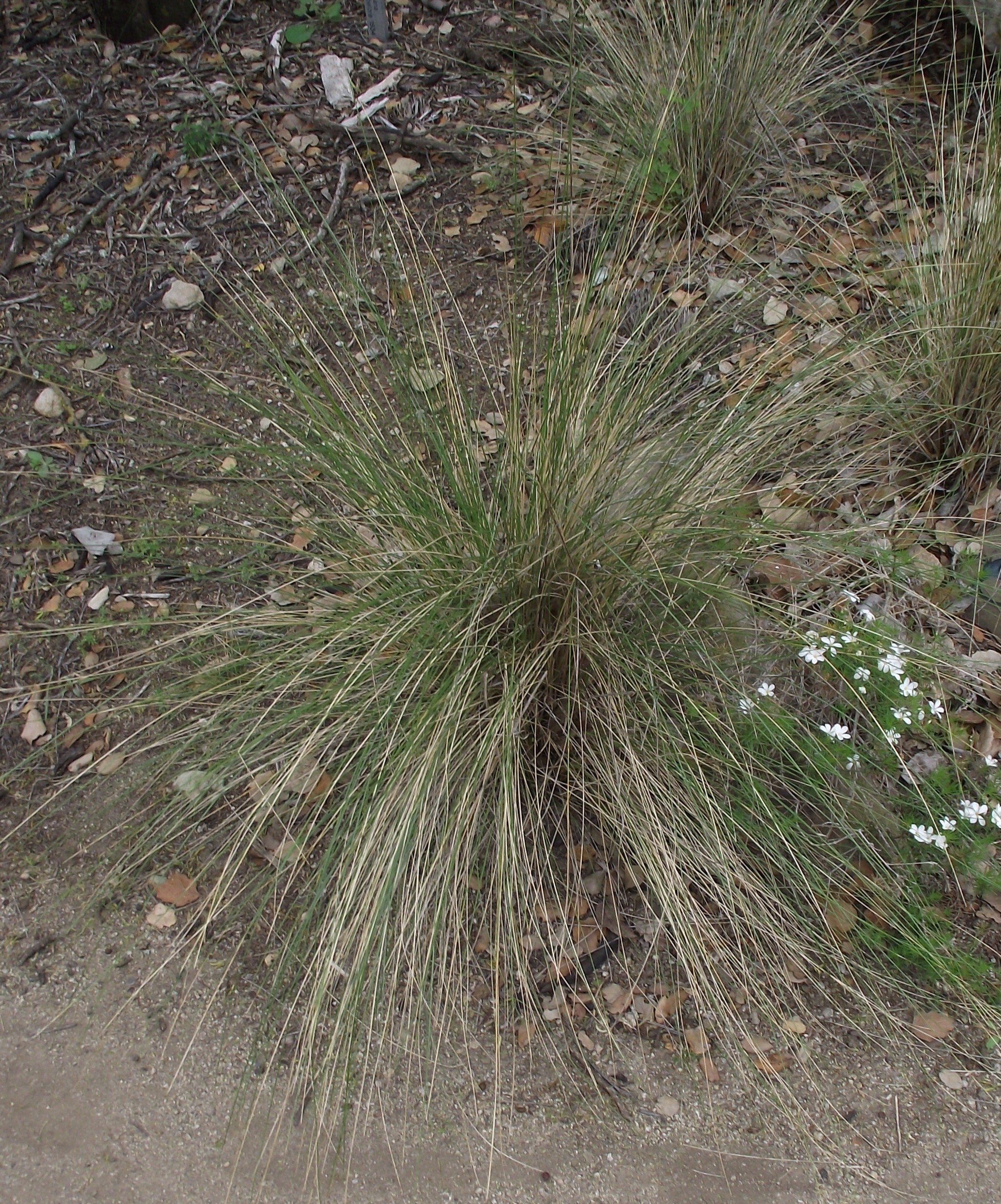
Achnatherum speciosum
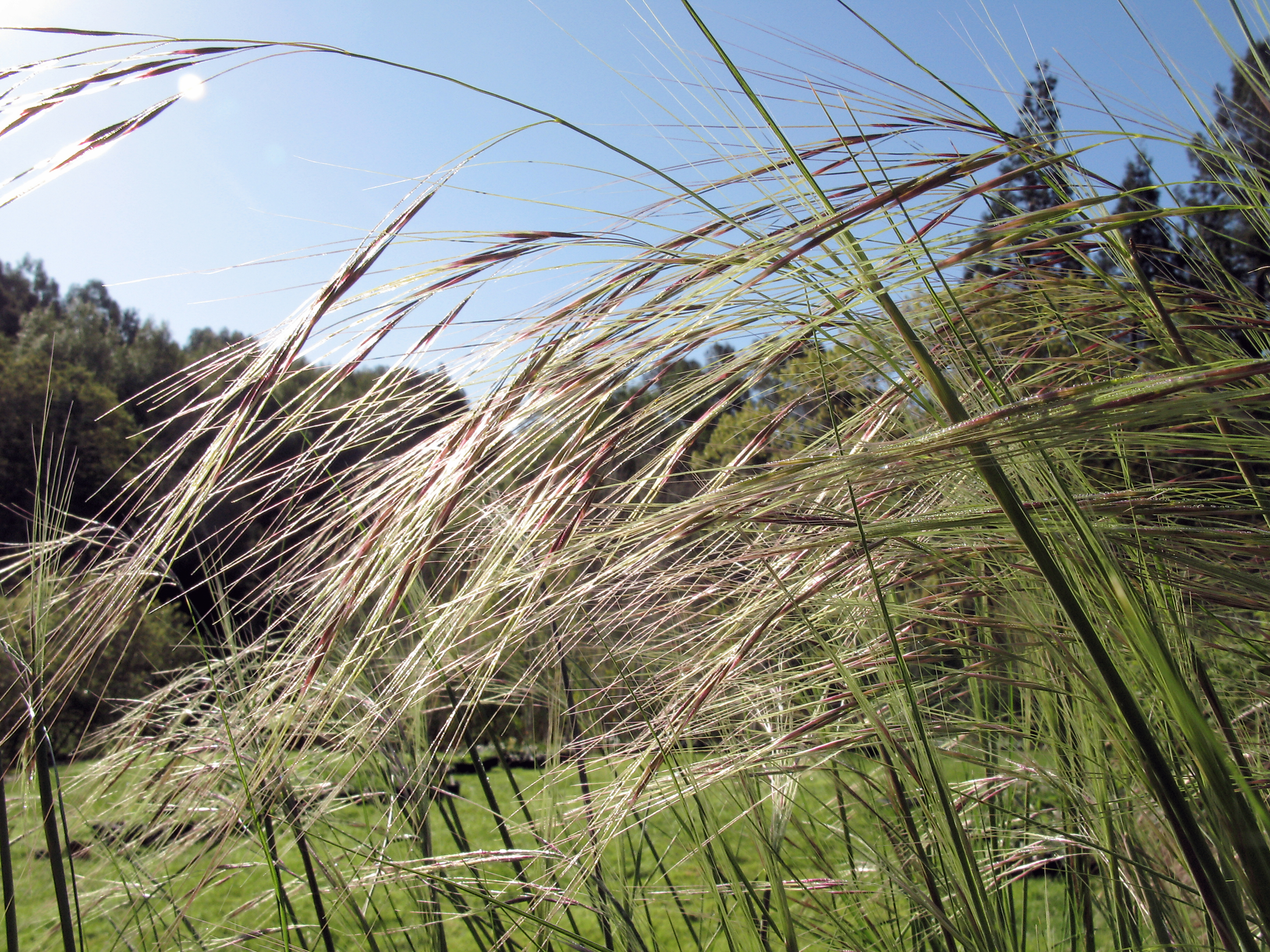
Nassella cernua
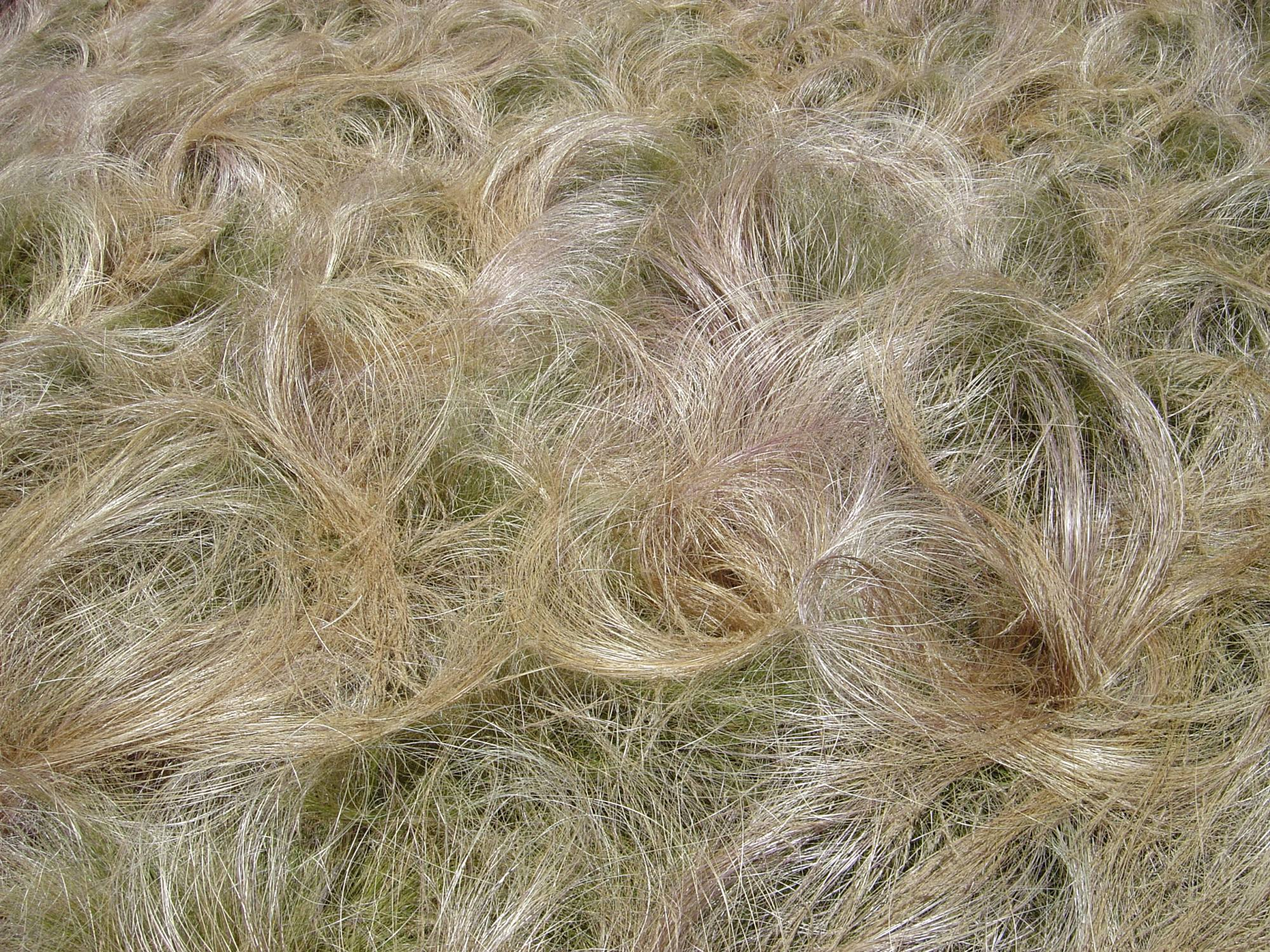
Nassella laevissima
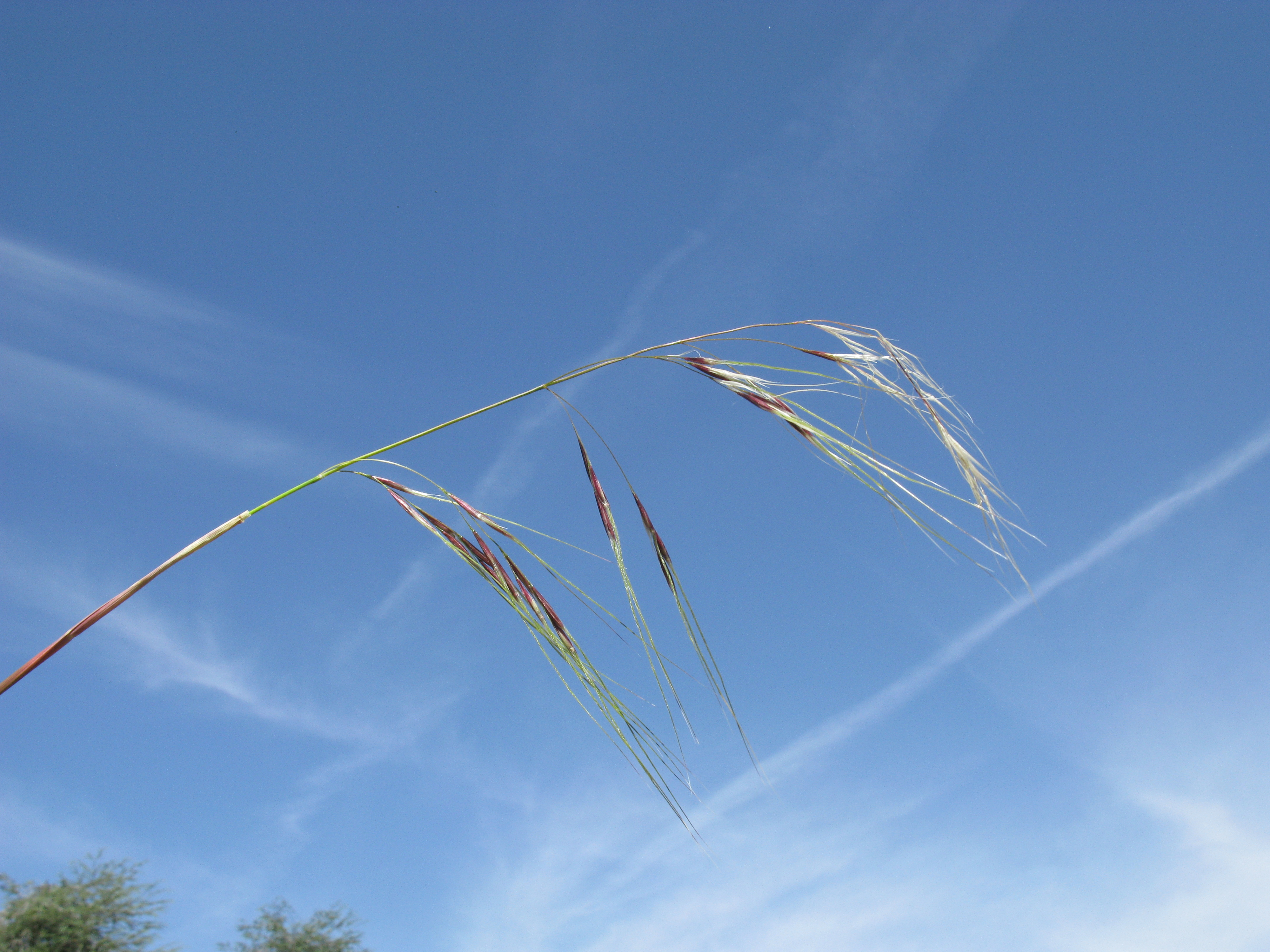
Nassella neesiana
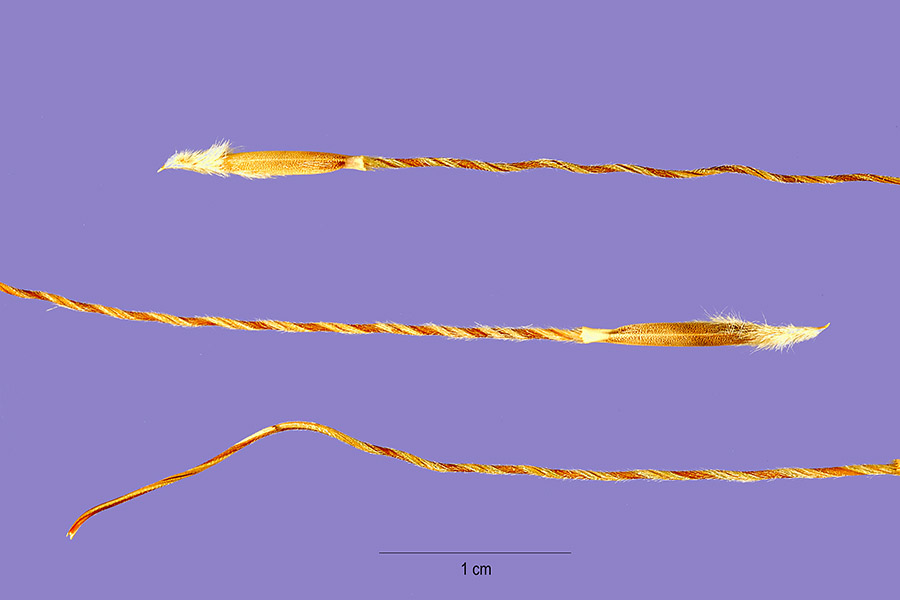
Nassella leucotricha